# Fast & Furious Five
Fast & Furious Five (Originaltitel: Fast Five) ist ein US-amerikanischer Spielfilm aus dem Jahr 2011. Es handelt sich dabei um den fünften Teil der Filmreihe Fast & Furious. Regie führte, wie auch bei den beiden vorangegangenen Teilen, Justin Lin. Die Handlung des Films ist dabei nach Fast & Furious – Neues Modell. Originalteile. und vor Fast & Furious 6 und The Fast and the Furious: Tokyo Drift angesiedelt.

## Handlung
Die Handlung des Films beginnt an der Stelle, an der Fast & Furious – Neues Modell. Originalteile. endet: Dominic Toretto befindet sich im Rahmen des Gefangenentransports in einem Bus. Brian O’Conner und Mia Toretto befreien Dominic mit einem waghalsigen Manöver ihrer Autos. Sie flüchten getrennt nach Südamerika, Brian und Mia erreichen Rio de Janeiro und erwarten Dominic beim mittlerweile dort sesshaften Vince. Vince hat jedoch zunächst einen Auftrag für die beiden und bittet sie, ihm dabei zu helfen. Sie sollen drei Fahrzeuge (De Tomaso Pantera GTS, Ford GT40 und Chevrolet Corvette Grand Sport Roadster), die bei einer Razzia der DEA beschlagnahmt wurden, von einem fahrenden Zug stehlen. Der Raub schlägt allerdings fehl. Dominic kann Mia und Brian helfen, zumindest den Ford GT40 zu stehlen. Bei der Flucht werden Dominic und Brian von den Handlangern des Geschäftsmannes Hernan Reyes, dem Besitzer der Fahrzeuge, entführt. Dominic und Brian können entkommen und begeben sich zu Mia, die sich bereits mit dem GT40 in einer geheimen Garage befindet. Im Fahrzeug finden sie einen Chip, auf dem die Geldverstecke von Reyes verzeichnet sind.
Weil bei dem Raub im Zug drei DEA-Agenten getötet wurden, findet sich DSS-Agent Luke Hobbs mit einem Fahndungsteam in Rio de Janeiro ein, um mit Hilfe der Streifenpolizistin Elena Neves Toretto zu finden. Mit Elenas Hilfe findet Hobbs das Versteck, sodass Brian und Mia sowie auch Dominic über die Dächer und durch die Gassen der Favelas flüchten. Dominic rettet dabei Elena bei der Schießerei mit Reyes’ Handlangern das Leben. Nach der Flucht treffen Mia, Brian und Dominic aufeinander. Der ursprüngliche Plan, getrennt zu flüchten, wird verworfen, da Mia Brian offenbart, dass sie schwanger ist, woraufhin alle drei zusammenbleiben.
Um ein neues sorgenfreies Leben führen zu können, fassen Dominic und Brian den Entschluss, das in Reyes’ Verstecken gelagerte Geld zu stehlen. Das geht aber nur, wenn Reyes sein Geld an einem zentralen Ort sammelt. Als ersten Schritt wollen sie deshalb eines seiner Geldverstecke angreifen. Dazu gruppieren sie ein Team aus Fahrern um sich – bestehend aus einigen Nebencharakteren früherer Filme der Reihe – mit denen sie in eine von Reyes’ Geldwäschereien eindringen. Dort verbrennen sie mehrere Millionen Dollar. Dies veranlasst Reyes dazu, sein Geld in einem sicheren Versteck unterzubringen: Dem Beweismittel-Tresor in der Asservatenkammer einer örtlichen Polizeistation.
Während der Planung des Raubes erkennt das Team, dass sie kein Fahrzeug bekommen können, das schnell genug ist, den Kameras in der Polizeigarage zu entkommen. Um dennoch unbemerkt die Polizeistation zu betreten, stehlen sie vier Polizeifahrzeuge und schaffen es zudem, sich einen baugleichen Tresor sowie den zum Öffnen des Tresors nötigen Handabdruck Reyes’ zu besorgen. Als sie zum Raub aufbrechen wollen, trifft das Fahndungsteam mit Agent Hobbs ein. Nach einer Prügelei zwischen Dominic und Hobbs, welche damit endet, dass Dominic von Hobbs ablässt, werden alle Anwesenden festgenommen. Auf dem Weg zum Flughafen wird der Konvoi von Reyes’ Männern mit schweren Waffen angegriffen. Mit Elenas Hilfe retten Dominic und Brian Agent Hobbs. Vince wird angeschossen und erliegt noch während des Geschehens seinen Verletzungen. Hobbs sinnt auf Rache für sein getötetes Team und entschließt sich, Dominic und sein Team zu unterstützen, bis Reyes tot ist. Am nächsten Tag findet der Raub statt. Hobbs nutzt einen gepanzerten Truck, um die Mauer zum Tresor zu durchbrechen. Dominic und Brian sichern den Tresor mit Stahlseilen an ihren Fahrzeugen und flüchten. Es entsteht eine waghalsige Hatz durch die Straßen Rio de Janeiros. Dabei werden Dominic und Brian nicht nur von der Polizei, sondern auch von Reyes’ Männern verfolgt.
Auf einer Brücke kommt es zum finalen Aufeinandertreffen. Dominic befiehlt Brian, sich um Mia zu kümmern, und trennt das Seil, das Brians Auto mit dem Tresor verbindet. Brian kann daraufhin die Flucht ergreifen. Dominic kehrt mit dem Tresor um und zerstört damit die Autos seiner Verfolger. Er kann zwar zum Schluss Reyes’ Fahrzeug mit seinem eigenen zerstören, diesen aber nicht töten. Brian, der sich schlussendlich gegen eine Flucht entschieden hat, tötet Reyes’ rechte Hand Zizi und rettet Dominic somit das Leben. Als Reyes aus dem Wagen kriecht, wird er von Hobbs erschossen. Hobbs lässt Dominic und Brian einen Vorsprung von 24 Stunden für die Flucht, behält aber den Tresor bei sich. Als er diesen öffnet, findet er jedoch heraus, dass der Tresor leer ist. Das Team um Dominic und Brian hatte diesen, wie man in einer ergänzenden Rückblende erfährt, während der Flucht vor der Polizei ausgetauscht. Das Geld wird unter den Mitgliedern aufgeteilt. Zum Schluss werden alle Teammitglieder gezeigt, die nun ihren eigenen Weg gehen: Roman verbraucht sein Geld für Autos und Kleidung, Tej hat seine eigene Autowerkstatt aufgemacht, Han und Gisele fahren zusammen durch die Welt, Vince’ Frau und Sohn wurde von Dominic dessen Anteil überbracht, Leo und Santos setzen ihr Geld im Casino beim Roulette, und Brian und Mia wohnen in einem Strandhaus, in welchem sie von Dom und Elena besucht werden, welche inzwischen ein Paar geworden sind.
In einer Szene im Abspann sieht man Hobbs und Monica Fuentes (aus 2 Fast 2 Furious), die ihm eine Akte reicht. Sie enthält Details zu einem Raub in Berlin. Hobbs ist zunächst nicht interessiert, da Dominic Toretto nicht involviert scheint. Fuentes bittet ihn weiterzulesen, und Hobbs erkennt, dass Letty Ortiz beteiligt gewesen ist, die seit Fast & Furious – Neues Modell. Originalteile. als tot gilt.

## Verwendete Fahrzeuge
| Fahrzeug                          | Jahr      | Verwendung im Film |
| --------------------------------- | --------- | --- |
| BMW E39                           | unbekannt | Kurz vor der Szene, in der die Protagonisten in Reyes Geldwäscherei eindringen und mehrere Millionen Dollar verbrennen                      |
| Chevrolet Meriva DualFuel         | unbekannt | Taxi, welches die Protagonisten in der Mitte des Films fährt                                                                                |
| Chevrolet Corvette C2 Grand Sport | 1966      | Das dritte Fahrzeug aus dem Zug, mit dem Dominic beim Überfall aus dem Wagon springt                                                        |
| De Tomaso Pantera                 | 1971      | Das erste Fahrzeug aus dem Wagon des Zuges                                                                                                  |
| Dodge Challenger SRT8             | 2008      | Dominics Wagen am Ende des Films, der neben Brians Nissan GT-R steht                                                                        |
| Dodge SRT8 Modified Vault Charger | 2010      | Die zwei Fahrzeuge, mit denen Dominic und Brian den Tresor durch Rio ziehen                                                                 |
| Dodge Charger                     | 1970      | Dominics Auto, das Hobbs zerstört |
| Dodge Charger Police Interceptor  | 2011      | Während des Raubzugs von Roman und Han gefahren, um Dom und Brian den Rücken freizuhalten                                                   |
| Ducati Streetfighter              | unbekannt | Gefahren von Gisele |
| Ford Explorer                     | 1995      | Police Interceptor |
| Ford Galaxie                      | 1963      | Fahrzeug, an dem Tej schraubt, während Roman im Koenigsegg CCXR vorfährt                                                                    |
| Ford GT40                         | 1966      | Das zweite Fahrzeug aus dem Zug, mit dem Mia den Deal bricht, sich nach Abschluss des Überfalls an einem bestimmten Punkt wieder zu treffen |
| Ford Maverick                     | 1970      | Fahrzeug auf dem Kamerabild von Hobbs, auf welches das Team achten soll                                                                     |
| GMC 2500 Yukon                    | 2006      | Begleitfahrzeuge von Hobbs, welche von seinem Team gefahren werden                                                                          |
| Gurkha LAPV                       | 2007      | Der von Hobbs benutzte Panzerwagen |
| Honda Acura NSX Type-R            | 2002–2005 | Mias Fahrzeug während der Befreiung Dominics                                                                                                |
| Koenigsegg CCXR                   | 2008      | Die zwei als extrem selten beschriebenen Sportwagen in der letzten Szene von Roman und Tej                                                  |
| Lexus LFA                         | 2010      | Gefahren von Han in der Endszene mit Gisele, auf der Autobahn Richtung Berlin. (Die Szene wurde ebenfalls in den USA gedreht.)              |
| Nissan 370Z                       | 2009      | Einer der möglichen Kandidaten für den Raubzug, der in der Lagerhalle getestet wird                                                         |
| Nissan GT-R                       | 2008      | Brians Wagen am Ende des Films |
| Datsun Skyline GT-R               | 1972      | Wagen, mit dem Brian am Anfang in den Favelas vorfährt, und sein Alltagsauto im Laufe des Films                                             |
| Subaru Impreza STi                | 2010      | Hans Alltagsauto in Rio |
| Toyota Supra                      | 1996      | Einer der möglichen Kandidaten für den Raubzug, der in der Lagerhalle getestet wird                                                         |
| Porsche 996 GT3RS (Mj. 2001)      | 2001      | Auto, welches Brian und Dom gewinnen, einer der möglichen Kandidaten für den Raubzug, der in der Lagerhalle getestet wird                   |
| VW Caddy                          | 1985      | Wie der BMW E39, kurz vor der Szene, in der die Protagonisten in Reyes Geldwäscherei eindringen und mehrere Millionen Dollar verbrennen.    |
| VW Golf Cabriolet                 | 1980      | Zwei stehen sich in den Favelas von Rio gegenüber                                                                                           |
| VW Touareg                        | 2004      | Gefahren von Hernan Reyes und seinen Handlangern                                                                                            |
| Toyota Land Cruiser               | unbekannt | Gefahren von Hernan Reyes und seinen Handlangern                                                                                            |

## Synchronisation
Die deutsche Synchronisation entstand nach einem Dialogbuch von Sven Hasper unter der Dialogregie von Oliver Rohrbeck im Auftrag der Berliner Synchron AG Wenzel Lüdecke.
| Rollenname                | Darsteller               | Deutsche Synchronstimme |
| ------------------------- | ------------------------ | ----------------------- |
| Dominic „Dom“ Toretto     | Vin Diesel               | Martin Keßler           |
| Brian O’Conner            | Paul Walker              | David Nathan            |
| Mia Toretto               | Jordana Brewster         | Ranja Bonalana          |
| Luke Hobbs                | Dwayne Johnson           | Ingo Albrecht           |
| Roman Pearce              | Tyrese Gibson            | Tobias Kluckert         |
| Tej Parker                | Chris „Ludacris“ Bridges | Jan-David Rönfeldt      |
| Vince                     | Matt Schulze             | Thomas Nero Wolff       |
| Han Lue                   | Sung Kang                | Gerrit Schmidt-Foß      |
| Gisele Yashar             | Gal Gadot                | Giuliana Jakobeit       |
| Tego Leo                  | Tego Calderón            | Nico Mamone             |
| Rico Santos               | Don Omar                 | Martín Núñez            |
| Hernan Reyes              | Joaquim de Almeida       | Lutz Riedel             |
| Elena Neves               | Elsa Pataky              | Sina Beltrao            |
| Polizeichef Joao Alemeida | Joseph Melendez          | Markus Nichelmann       |
| Zizi                      | Michael Irby             | Bernd Vollbrecht        |
| Monica Fuentes            | Eva Mendes               | Sandra Schwittau        |
| Fusco                     | Alimi Ballard            | Oliver Rohrbeck         |

## Musik
Ludacris produzierte in Zusammenarbeit mit Slaughterhouse und Claret Jai den Soundtrack des Films. Die Titelmusik des Soundtracks heißt Furiously Dangerous.
| Nr. | Titel                                                          | Mitwirkung                                     |
| --- | -------------------------------------------------------------- | ---------------------------------------------- |
| 1   | How we Roll (Fast Five Remix)                                  | Don Omar, Busta Rhymes, Reek Da Villian, J-Doe |
| 2   | Desabafo/Deixa eu Dizer                                        | Claudia, Marcelo D2                            |
| 3   | Assembling the Team                                            | Brian Tyler                                    |
| 4   | L. Gelada                                                      | MV Bill                                        |
| 5   | Carlito Marron                                                 | Carlinhos Brown                                |
| 6   | Han Drifting                                                   | Hybrid                                         |
| 7   | Million Dollar Race featuring Popozuda Rock N’ Roll            | Edu K, Hybrid                                  |
| 8   | Mad Skills                                                     | Brian Tyler                                    |
| 9   | Batalha                                                        | ObandO                                         |
| 10  | Danza Kuduro                                                   | Don Omar                                       |
| 11  | Follow Me Follow Me (Quem Que Caguetou?) (Fast 5 Hybrid Remix) | Speed, Black Alien, Tejo                       |
| 12  | Fast Five Suite                                                | Brian Tyler                                    |
| 13  | Furiously Dangerous                                            | Ludacris featuring Slaughterhouse & Claret Jai |

Die Filmmusik wurde von Brian Tyler komponiert.
| Nr. | Titel                       | Länge |
| --- | --------------------------- | ----- |
| 1   | Fast Five                   | 3:03  |
| 2   | The perfect Crew            | 2:02  |
| 3   | Cristo Redentor             | 2:40  |
| 4   | Train Heist                 | 8:36  |
| 5   | Remote Intel                | 2:21  |
| 6   | Hobbs                       | 3:01  |
| 7   | Showdown On the Rio Niteroi | 1:37  |
| 8   | Tapping In                  | 1:36  |
| 9   | Turning Point               | 3:47  |
| 10  | Surveillance Montage        | 2:28  |
| 11  | Enemy of my Enemy           | 3:36  |
| 12  | Tego and Rico               | 2:51  |
| 13  | Hobbs Arrives               | 1:54  |
| 14  | Convergence                 | 5:45  |
| 15  | Paradise                    | 1:45  |
| 16  | Finding the Chip            | 1:07  |
| 17  | What Time do they Open?     | 1:35  |
| 18  | Dom vs Hobbs                | 3:08  |
| 19  | Bus Busting                 | 1:30  |
| 20  | Cheeky Bits                 | 2:40  |
| 21  | The Job                     | 1:37  |
| 22  | Connection                  | 4:23  |
| 23  | The Vault Heist             | 9:51  |
| 24  | Full Circle                 | 3:29  |
| 25  | Fast Five Coda              | 0:51  |

## Hintergrund

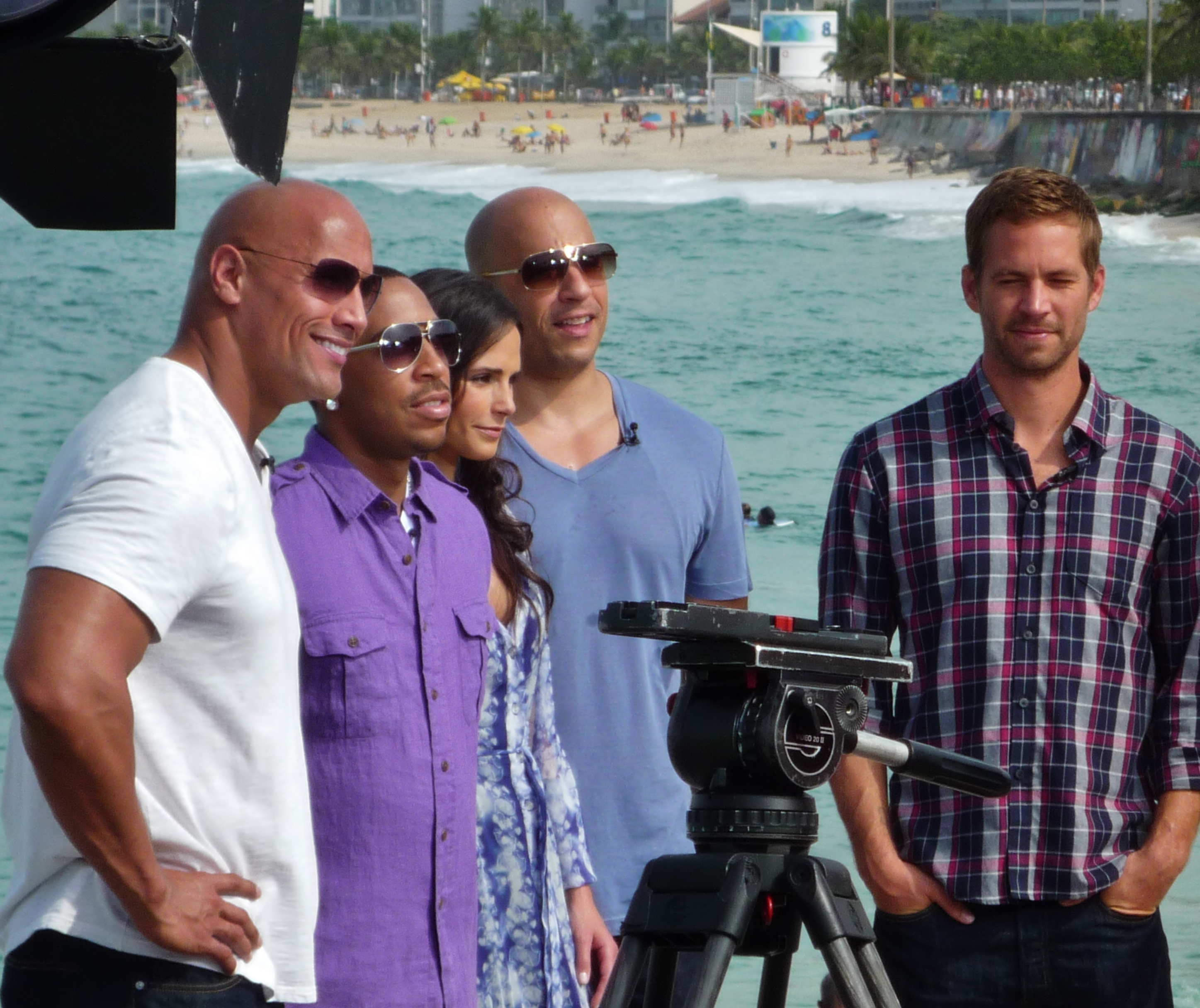
Die Hauptdarsteller von Fast Five (v.l.): Dwayne Johnson, Ludacris, Jordana Brewster, Vin Diesel und Paul Walker

Im März 2010 sagte der Produzent Neal H. Moritz, dass Fast & Furious Five in Brasilien gedreht würde. Als weitere Drehorte nannte er Caguas (Puerto Rico), Los Angeles sowie Atlanta. Er sagte dabei auch, dass ein Drehbuch für einen sechsten Teil entwickelt wird.
Rapper Ludacris, der im Film eine Rolle übernahm, bestätigte den Abschluss der Dreharbeiten im November 2010.
Vin Diesel erhielt für seine schauspielerische Leistung sowie das Auftreten als Produzent 15 Millionen US-Dollar.

## Fortsetzungen
Der Film wurde 2013 mit Fast & Furious 6 unmittelbar fortgesetzt. Die Handlung im sechsten Teil wird bereits im Abspann angedeutet. Diesem folgten bislang vier weitere Filme.

## Rezeption

### Kritiken
Die Rezensionssammlung Rotten Tomatoes listet 193 Kritiken, von denen 77 % positiv ausfallen. Die Durchschnittsbewertung liegt bei 6,4 von 10 Punkten. Für Michael Kohler fällt Fast & Furious Five in seiner Kritik für den Filmdienst aus dem Jahr 2011 klar in die Kategorie des „No-Brainer“-Genres. Dieses inoffizielle Genre zeichne sich typischerweise durch muskelbepackte Hauptdarsteller aus, welche „aus Kruppstahl gestanzte Sätze“ vortrügen. Eine schlüssige Handlung sei nicht die Stärke solcher Filme und in den Actionsequenzen werden die „Gesetze[…] von Physik und Medizin […] einfach außer Kraft gesetzt.“ Zwar möge es geradezu albern erscheinen, nach mehr Realismus zu verlangen, doch hier liege ein entscheidendes Dilemma: Beim Betrachten eines „No-Brainers“ könne das eigene Gehirn nicht einfach ausgeschaltet werden, da es weiterhin für die grundlegende Sinngebung des Filmes benötigt werde. „Fast & Furious Five“ enttäuscht in dieser Hinsicht und verweigert sich zu seinem Schaden dem ironischen Ansatz, den andere Filme wie „The Transporter“ oder „The Expendables“ wählten. Zwar sei es nicht ernst gemeint, wenn sich Vin Diesel und Dwayne Johnson durch massive Betonwände hindurchprügelten, ohne auch nur den kleinsten Kratzer davonzutragen, dennoch bleibe der Ausgang solcher Kämpfe aber entscheidend für den weiteren Verlauf des Films. Daher werfe selbst die im Abspann vorgetragene Warnung, die Nachahmung der gefährlichen Stunts tunlichst zu vermeiden, Fragen auf. „Halten die Produzenten ihr Publikum wirklich für so dumm, oder ist dies nur ein letztes Augenzwinkern unter Eingeweihten?“

### Einspielergebnis
Die Produktionskosten beliefen sich auf 125 Millionen US-Dollar.
Am Startwochenende nahm der Film in den USA 83,6 Millionen US-Dollar an den Kinokassen ein. Das ist für das Jahr 2011 der erfolgreichste Kinostart eines Films. Bisher hat er weltweit rund 585,5 Millionen US-Dollar eingespielt. Die höchsten Einnahmen außerhalb der Vereinigten Staaten verbuchte der Film in Russland mit ca. 29 Millionen US-Dollar, im Vereinigten Königreich mit knapp 30 Millionen US-Dollar, Australien mit 26,8 Mio. US-Dollar und Deutschland mit 25,7 Millionen US-Dollar.

## Trivia
- Die im Film gezeigten Dodge Charger Police Interceptors waren teils originale 2011er Dodge Charger Modelle, teils aber auch modifizierte 2005er Modelle. Erkennbar ist dies vor allem an den C-Säulen und Rückleuchten der Fahrzeuge. Die modifizierten Police-Chargers haben die 2011er-Rückleuchten, tragen an der C-Säule jedoch den breiten Ausläufer des Radkastens („Hüfte“), während die originalen 2011er-Modelle hier eine durchgehende Linie zeichnen.[11]